# Cuscuta pauciflora
Cuscuta pauciflora là một loài thực vật có hoa trong họ Bìm bìm. Loài này được Phil. mô tả khoa học đầu tiên năm 1864.